# Andrew Grove
Andrew Stephen Grove, nascut András István Gróf (Budapest, 2 de setembre de 1936 - Los Altos, Califòrnia, 21 de març de 2016) va ser un empresari i enginyer hongarès naturalitzat estatunidenc que va exercir com a tercer conseller delegat d'Intel Corporation. Va fugir de la República Popular d'Hongria durant la revolució del 1956, quan tenia 20 anys, i es va traslladar als Estats Units, on va acabar els seus estudis. Va ser el tercer empleat i, finalment, el tercer CEO d'Intel, i transformà l'empresa en la companyia de semiconductors més gran del món.
Com a resultat del seu treball a Intel, juntament amb els seus llibres i articles professionals, Grove va tenir una influència considerable en les indústries de fabricació d'electrònica d'arreu del món. Ha estat considerat com l'«home que va impulsar la fase de creixement» de Silicon Valley. El 1997, la revista Time el va escollir com l'«home de l'any», per ser «el màxim responsable del sorprenent creixement del poder i del potencial innovador dels microxips». Una altra font assenyala que només pels seus èxits a Intel «mereix un lloc al costat dels grans líders empresarials del segle xx».

## Vida personal i educació
Grove va nàixer en una família jueva de classe mitjana de Budapest, fill de Mária i György Gróf. Als quatre anys va contraure l'escarlatina, que va ser gairebé mortal i li va causar una pèrdua parcial de l'audició. Quan tenia vuit anys, els nazis van ocupar Hongria i van deportar prop de 500.000 jueus als camps de concentració, entre els quals el d'Auschwitz. Per evitar ser arrestats, Grove i sa mare van adoptar identitats falses i van ser protegits per amics, però son pare va ser arrestat i portat a un camp de treball de l'Est, on va ser severament torturat i obligat a fer treballs esclaus, i no es va poder reunir amb la família fins després de la guerra.
Als seus vint anys, durant la revolució del 1956, el jove András va abandonar llar i família i es va escapar a Àustria. L'any següent, sense diners i sense a penes saber parlar anglès, arribà als Estats Units, on més tard va anglicitzar el seu nom canviant-lo per Andrew S. Grove.
El 1957, poc després d'arribar als Estats Units, a Nova York va conéixer la que després seria la seua muller, Eva Kastan, una refugiada austríaca. Quan es van conéixer, ell treballava de mosso de café i ella feia de cambrera mentre estudiava al Hunter College. Un any després de conéixer-se, el juny de 1958, es van casar a Nova York, Queens, amb una cerimònia catòlica romana. Van romandre casats fins que Grove va morir, i van tenir dues filles, Karen Grove i Robie Livingstone, i vuit néts.
Tot i que va arribar als Estats Units amb pocs diners, Grove persistí en el seu «afany d'aprendre». Va obtenir la llicenciatura en enginyeria química al City College de Nova York el 1960, i el doctorat per la  Universitat de Califòrnia a Berkeley el 1963.
L'any 2000 li van diagnosticar la malaltia de Parkinson; llavors es va fer col·laborador de diverses fundacions que en patrocinaven la investigació a la recerca d'una cura. Va morir en sa casa el 21 de març de 2016, als 79 anys; la causa de la mort no es va revelar públicament.

## Trajectòria professional

### La gestió d'Intel
Després de completar el seu doctorat el 1963, Grove va treballar a Fairchild Semiconductor com a investigador, i el 1967 s'havia convertit en el seu subdirector de desenvolupament. El seu treball allà el va familiaritzar amb el desenvolupament primerenc dels circuits integrats, que portaria a la «revolució dels microordinadors» en els anys setanta. El 1967, va escriure un llibre de text universitari sobre el tema, Physics and Technology of Semiconductor Devices.

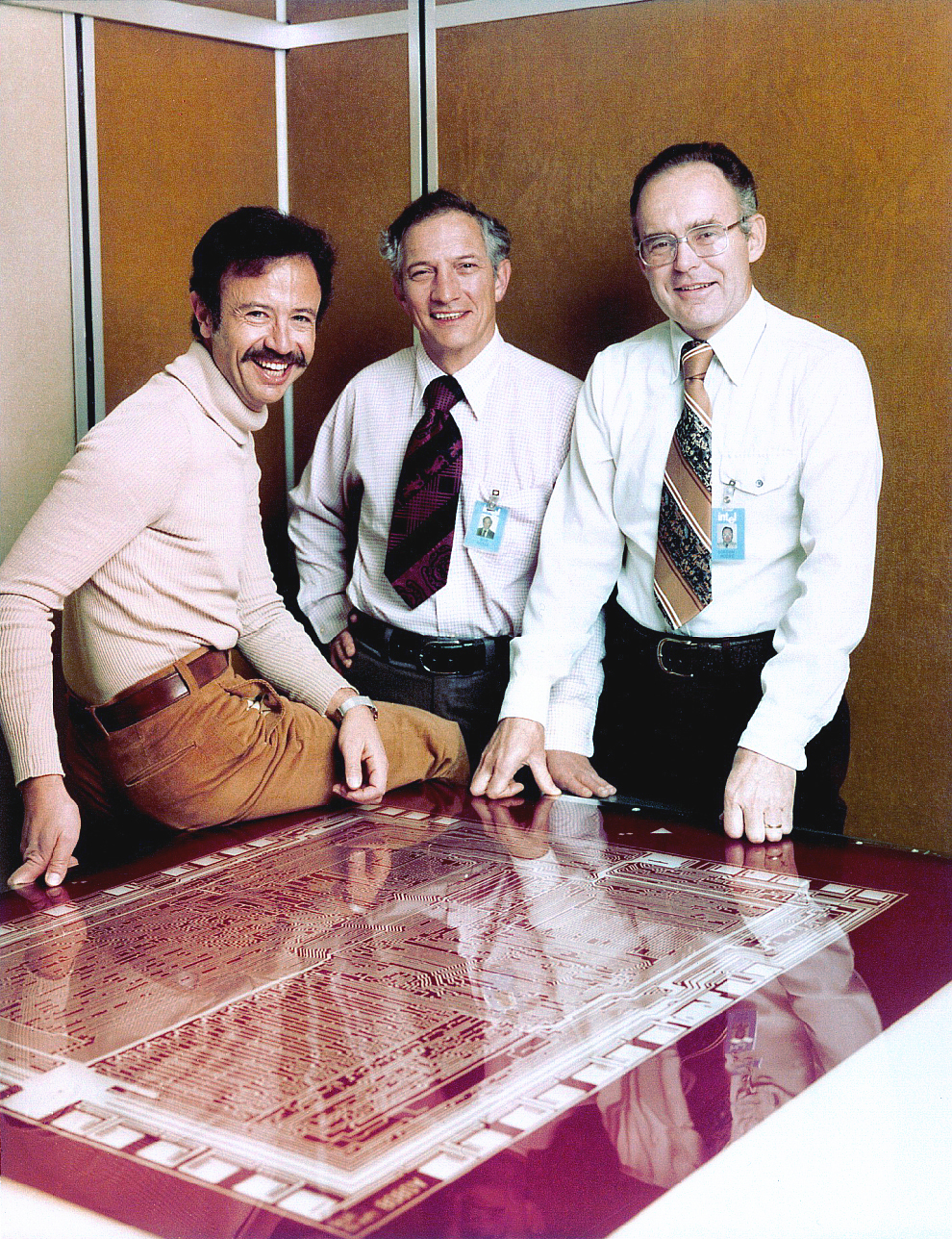
D'esquerra a dreta: Andy Grove, Robert Noyce i Gordon Moore (1978)

El 1968, Robert Noyce i Gordon Moore van cofundar Intel, després que ells i Grove abandonassen Fairchild Semiconductor. Grove s'hi va incorporar el dia de la seua constitució, tot i que no en va ser fundador. El seu company, també hongarès emigrat, Leslie L. Vadász va ser el quart empleat d'Intel. Grove va treballar inicialment com a director d'enginyeria de l'empresa i va ajudar a iniciar les seues primeres operacions de fabricació. El 1983 va traure un llibre, High Output Management, en què descrivia molts dels seus mètodes i conceptes de fabricació. Intel va començar fabricant principalment xips de memòria estàtica per a ordinadors centrals, però entre principis i mitjan anys setanta va introduir un dels primers rellotges digitals, una calculadora electrònica i també el primer microprocessador de propòsit general del món, el 4004 de 4 bits. Pel 1974 havia desenvolupat el 8008 de 8 bits, i molt poc després, el 1975, el processador 8080, que esdevindria el nucli de l'Altair, el primer PC (ordinador personal) del món, que va prefigurar la revolució dels PC. Aviat va arribar el microprocessador 8086 de 16 bits i una versió de cost reduït, el 8088, que IBM va triar per al seu IBM PC, que va portar els ordinadors personals a les masses. El 1985, Intel va produir el microprocessador 80386 de 32 bits, amb el qual va iniciar una llarga línia de microprocessadors cada vegada més potents, incloent-hi el 80486, el Pentium i una gran quantitat de circuits integrats i ordinadors compatibles amb ells.
Tot i que Intel havia inventat la majoria dels tipus de memòria que s'utilitzaven en aquell moment, incloent-hi l'EPROM, el 1985, amb menys demanda dels seus xips de memòria a causa dels reptes creats pel dúmping japonès dels xips de memòria a preus inferiors al cost, Grove es va veure obligat a fer canvis radicals. De resultes d'això, va optar per deixar de produir DRAM i centrar-se en la fabricació de microprocessadors. Juntament amb el director de vendes d'Intel a IBM, Earl Whetstone, van tenir un paper clau en la negociació amb IBM per tal que aquesta utilitzàs exclusivament microprocessadors Intel en tots els seus nous ordinadors personals.
Els ingressos de l'empresa van augmentar de 2.672 dòlars el primer any (1968) a 20.800 milions de dòlars el 1997. Grove va ser nomenat president d'Intel el 1979, conseller delegat el 1987, i president del consell el 1997. Al maig de 1998 va cedir el càrrec de conseller delegat a Craig Barrett, ja que havia estat diagnosticat de càncer de pròstata uns anys abans, però es va mantenir de president fins al novembre de 2004. Des de llavors, Grove va romandre a Intel com a assessor sènior, i també va ser professor a la Universitat Stanford. Se li atribueix haver transformat Intel, un fabricant de xips de memòria, en el principal productor mundial de microprocessadors per a PC, servidors i informàtica de propòsit general. Durant el seu mandat com a conseller delegat, Grove va aconseguir un augment del 4.500% de la capitalització de mercat d'Intel, de 4.000 milions de dòlars a 197.000 milions, convertint-la en la setena empresa més gran del món, amb 64.000 empleats. La major part dels beneficis es van reinvertir en investigació i desenvolupament, juntament amb la construcció de noves instal·lacions, per tal de produir microprocessadors millorats i més ràpids.

### Filantropia
El 2005, Grove va fer la donació més gran que el City College of New York (CUNY) ha rebut mai. La seua subvenció de 26 milions de dòlars va transformar la CCNY School of Engineering en la Grove School of Engineering. També va ser fonamental, com a recaptador de fons clau, en l'establiment de la Universitat de Califòrnia, Mission Bay Campus de San Francisco, el projecte de construcció biomèdica més gran del món. Entre les instal·lacions de recerca que va ajudar a finançar hi havia el Centre de càncer de pròstata de la UCSF, l'edifici d'investigació del càncer de la família Helen Diller i l'Institut de Ciència Clínica i Translacional. També va promoure iniciatives de cirurgia general i va donar suport a diversos programes d'investigació en obstetrícia i ginecologia.
Va ser membre de l'International Rescue Committee (IRC), a més de ser un dels seus supervisors i membre de la seua junta directiva. També va ser el fundador del programa Pathways to Citizenship de l'IRC. El 2010, l'IRC el va honrar com un dels deu refugiats distingits. En una entrevista a la revista Esquire l'any 2000, Grove va animar els Estats Units a ser «vigilants com a nació per tenir tolerància a la diferència, una tolerància a la gent nova». Va assenyalar que la immigració i els immigrants són els que van fer que Amèrica siga el que és.

## Honors i premis
- Títols honorífics del City College de Nova York (1985),[24] Worcester Polytechnic Institute (1989) i la Universitat Harvard (2000).[25]
- «Personatge de l'any» de la revista Time, 1997.[26]
- «Persona de negocis més influent dels darrers 25 anys», Wharton School of Business, 2004.[27]
- 1r Premi Anual Heinz en Tecnologia, Economia i Ocupació, 1995.[28] La fundació l'honorà per haver representat una història «tan antiga com Amèrica: la història d'un jove immigrant que té un gran èxit». Els donants del premi van afegir que Grove «ha tingut potser el paper més important en el desenvolupament i la popularització de la innovació més notable del segle XX: l'ordinador personal».[27]
- El 25 d'agost de 2009, el governador de Califòrnia Arnold Schwarzenegger va anunciar que Grove seria un dels tretze membres del Saló de la Fama de Califòrnia en l'exposició del Museu de Califòrnia durant un any. La cerimònia de recepció va ser l'1 de desembre de 2009 a Sacramento, Califòrnia.

## Llibres publicats
- Physics and Technology of Semiconductor Devices. Wiley, 1967. ISBN 0471329983
- One on One With Andy Grove. Penguin Putnam, 1988. ISBN 0140109358
- High Output Management. Random House, 1995. ISBN 0679762884
- Only the Paranoid Survive. Doubleday, 1996. ISBN 0385482582
- Swimming Across: A Memoir. Grand Central, 2001. ISBN 0446679704
- Strategy Is Destiny: How Strategy-Making Shapes a Company's Future (amb Robert Burgelman). Free Press, 2001. ISBN 0684855542
- Strategic Dynamics: Concepts and Cases (amb Robert A. Burgelman i Philip E. Meza). McGraw-Hill/Irwin, 2005. ISBN 0073122653